# سان بولو دينزا
سان بولو دينزا (بالإيطالية: San Polo d'Enza)‏ هي بلدية في مقاطعة ريدجو إميليا في إقليم إميليا رومانيا الإيطالي.

## السكان
في سنة 1861 بلغ عدد السكان 2٬479 نسمة، وتطور العدد ليصل في سنة 2011 لـ 5٬949 نسمة.
يظهر هذا المخطط البياني تطور النمو السكاني لـ سان بولو دينزا